# Hinter Haremsmauern
Hinter Haremsmauern (Originaltitel: Fazil) ist ein Stummfilm-Melodram, das der US-amerikanische Regisseur Howard Hawks 1927 für die Fox Film Corporation realisierte. Darin wird das Thema des „clash of cultures“ auf einer eher privaten Ebene abgehandelt.
Vorlage für das Drehbuch von Seton I. Miller war das am Théâtre Antoine in Paris am 3. Oktober 1922 uraufgeführte Bühnenstück L’Insoumise des französischen Schriftstellers Pierre Frondaie, das Philip Klein für das Englische bearbeitet hatte. Er gab ihm den Titel Prince Fazil.
Die weibliche Hauptrolle der Fabienne spielte die aus Oslo stammende norwegische Tänzerin und Schauspielerin Greta Nissen.
Regisseur Hawks soll später mit seinem Film nicht sehr zufrieden gewesen sein. Es sei nicht sein Stoff gewesen, er habe damit nur eine Vertragspflicht erfüllt.

## Handlung
Prinz Fazil, ein arabischer Stammesfürst, lernt bei Freunden in Frankreich Fabienne, eine schöne sorglose Pariserin, kennen. Während eines Urlaubs in Venedig verlieben sich die beiden ineinander und heiraten. Doch kaum bekommt Fabienne die Strenge der fremden Kultur zu spüren, begehrt sie auf und es kommt zum Streit. Prinz Fazil verlässt sie und kehrt in seine Wüstenheimat zurück, wo er einen Harem unterhält.
Fabienne, eifersüchtig geworden, reist zu ihm, bricht in seinen Harem ein und jagt die Haremsfrauen auseinander, zum großen Missfallen von Fazil. Der setzt sie daraufhin fest. Als ihre Freunde aus Paris zu einer Rettungsaktion aufbrechen, bei der es zum Handgemenge kommt, wird Fazil durch einen Revolverschuss verwundet. Mittels eines vergifteten Rings tötet er, sterbend, Fabienne und beide werden im Tode vereint.

## Hintergrund
Fazil wurde als einer der ersten Filme der Übergangszeit zwischen Stumm- und Tonfilm mit einer auf Lichttonspur („Movietone“) festgehaltenen synchronen Begleitmusik ausgeliefert, die Samuel Lionel Rothafel zusammengestellt hatte und die von Ernö Rapée dirigiert wurde. Bei der Uraufführung am 4. Juni 1928 war im Kino Bernard Hazeltine Bassett der Dirigent. Die Tonspur enthält außerdem Geräuscheffekte und den Themesong von John Stepan Zamecnik mit dem Text Oh Nights of Splendor von Harry D. Kerr, der von dem amerikanischen Tenor James Melton vorgetragen wird, während man im Bild einen venezianischen Gondoliere singen sieht.
In Frankreich, wo der Film erst am 23. November 1928 in die Kinos kam, behielt er den Titel des zugrunde liegenden Theaterstückes L’Insoumise.
Eine spanischsprachige Version produzierte die Fox 1931 unter dem Titel La ley del harem unter der Regie von Louis Seiler mit Josée Mojica und Carmen Larrabeiti in den Hauptrollen.
In Deutschland lief Fazil unter dem Titel Hinter Haremsmauern und wurde durch die Deutsche Vereins-Film A.G. Leipzig/Berlin verliehen. In Österreich hieß er Der Harem des Prinzen Fazil bzw. Unter den Sternen des Orients.

## Rezeption
„Love! Thrills! Romance! Hot as the Sahara!“ (Werbung des Broad Theatre in Penns Grove, New Jersey, März 1928)
Hinter Haremsmauern wurde besprochen in: „Illustrierter Film-Kurier“ (Berlin), Herausgeber: „Film-Kurier“, G.m.b.H., Verlag Alfred Weiner, G.m.b.H., Nr. 1022, 1928, S. 8.
Eine zeitgenössische (2013) Besprechung des Films auf film.at zitiert den britisch-amerikanischen Filmhistoriker William K. Everson: „Ein politisch unkorrekter Ausflug ins Exotik-Tollhaus: ‚Wie ein viktorianischer Porno, aus dem die Pornoszenen entfernt wurden …‘“

## Wiederaufführung
Das kommunale Filmhauskino in Nürnberg zeigte Fazil am Sonntag, den 27. Oktober 2013 um 19.25 Uhr mit Klavierbegleitung durch D. Meyer.

## Tondokumente
Der Themesong erschien, nicht nur in der Aufnahme mit James Melton, auch auf Grammophonplatten:
- Neapolitan Nights (Zamecnik and Kerr) James Melton, voc.; Columbia 1493-D (mx. W 146 588), rec. 27.06.28[14]
- Neapolitan Nights (Oh, Night of Splendor) (Noches Napolitanas) Waltz; Theme Song of the Motion Picture "Fazil" (Harry D. Kerr; J. S. Zamecnik) The Troubadours, with vocal refrain; Victor 21633-B (mx. 45681), rec. 3.07.29[15]
- Neapolitan Nights, Waltz (Kerr – Zamecnik) Theme Song from Fazil. Adrian Schubert’s Salon Orchestra, vocal chorus by Rodman Lewis. Conqueror 7130-B (mx. 8178-3), rec. 6.09.28[16]

Auf der Kino-Orgel:
- Neapolitan Nights (Oh, Nights of Splendor) (Noches Napolitanas) Theme song of the motion picture Fazil (Kerr & Zamecnik) Organ Solo by Eddie Dunstedter, Kimball Unit Organ; Brunswick 4148 / A 8065 (mx. C-2583), rec. Dez. 1928[17]